# Нинкович, Надя
Надя (Наджа) Нинкович (серб. Нађа Нинковић / Nađa Ninković, родилась 1 ноября 1991 в Белграде) — сербская волейболистка, блокирующая швейцарского клуба «Волеро» и сборной Сербии. Чемпионка Европы 2011 года.

## Карьера

### Клубная
Воспитанница школы клуба «Црвена Звезда», в составе этой команды выступала с 2006 по 2011 годы. В сезонах 2009/2010 и 2010/2011 оформляла с клубом «золотой дубль» (победа в чемпионате и кубке). С 2011 года играла за швейцарский «Волеро».
С 2015 года Надя Нинкович продолжила карьеру в итальянском Bisonte Firenze

### В сборной
В составе сборной Сербии дебютировала в 2009 году, выиграв Евролигу. Выигрывала также Женская волейбольная Евролига 2011 и чемпионат Европы в 2011 году, а также бронзовые медали Мирового гран-при 2011 года и Евролиги 2012 года.